# Lac de Melo
Le lac de Melo (en corse : Lavu di Melu) est un lac de Haute-Corse situé dans la haute vallée de la Restonica à une dizaine de kilomètres de la ville de Corte. Il fait partie de la réserve naturelle du massif du Monte Rotondo.

## Géographie
Depuis les intempéries du mois de novembre 2023, la route donnant accès aux Bergeries de Grotelle s’est effondrée depuis le pont de Tragone (à 10km de l'entrée de la vallée). Le point de départ de cette randonnée, devenue sportive, se situe maintenant à la Frassetta. Une brochure détaillant les randonnées de la vallée de la Restonica, diffusée notamment à l’Office de Tourisme, vous permet d’obtenir toutes les informations nécessaires.
Le Lac de Melo représente une randonnée de 7 heures aller-retour depuis le site de la Frassetta, rajouter 1h30 (A/R) pour le Lac de Capitello 
Du 2 mai au 30 septembre une navette vous permet d’accéder à la Frassetta. retrouvez toutes les informations directement sur le site internet de l'Office de Tourisme Centru di Corsica
Le lac d'origine glaciaire, qui est gelé 6 mois sur 12, donne naissance à la rivière Restonica, un affluent du Tavignano.
Altitudes :
Frassetta 900m
Lamaghjosu 1 260m
Bergerie E Grottelle 1 400m
Lac de Melo 1 710m
Lac de Capitello 1 930m

## Galerie d'images

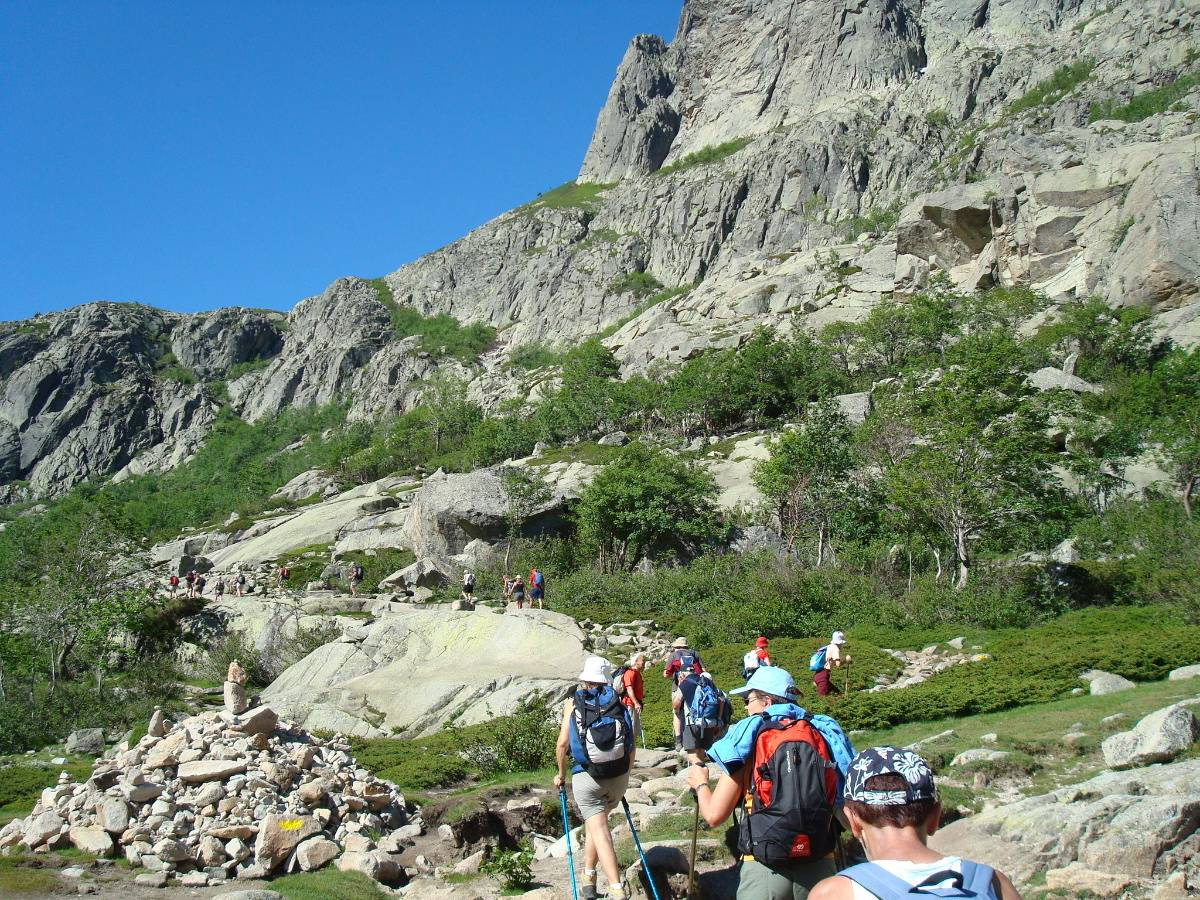
Sentier de montée au lac de Melo
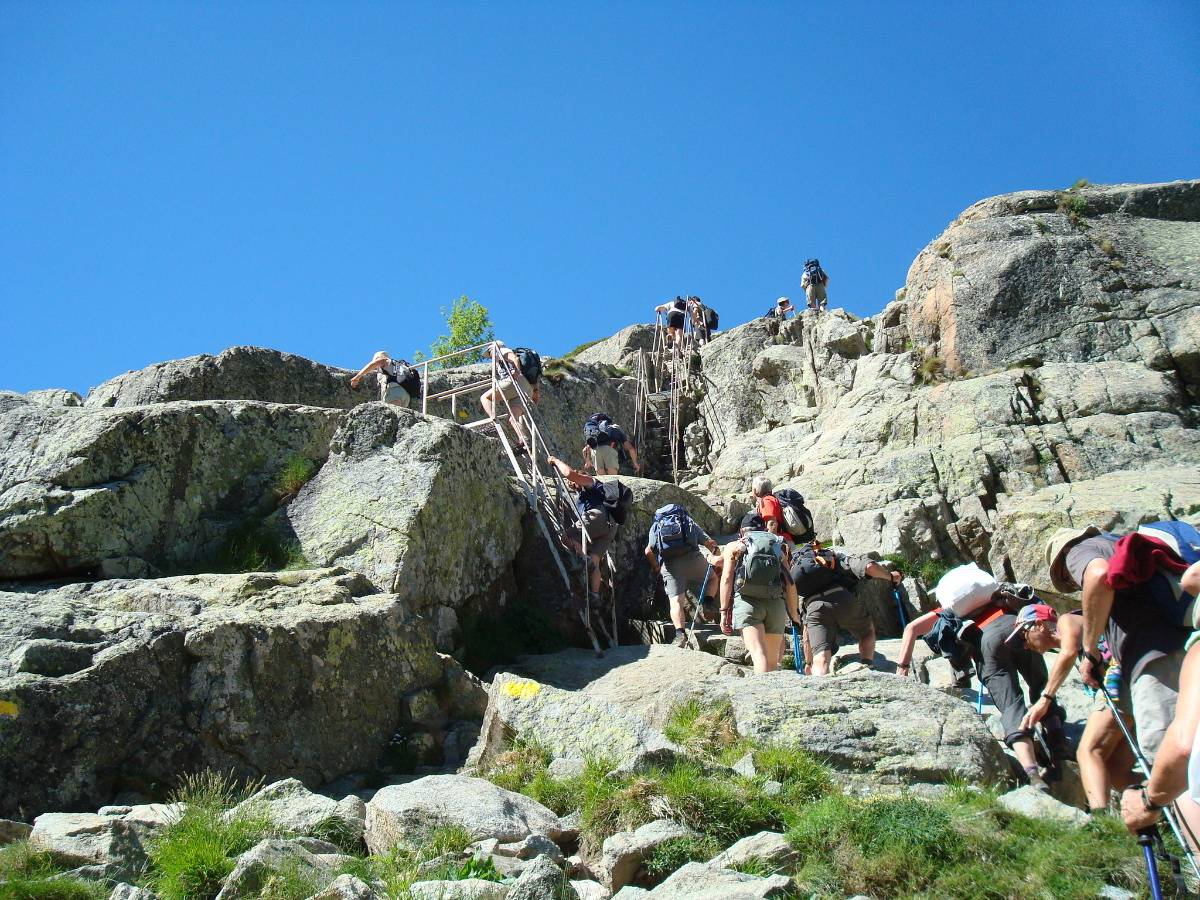
Une petite difficulté avant le lac de Melo
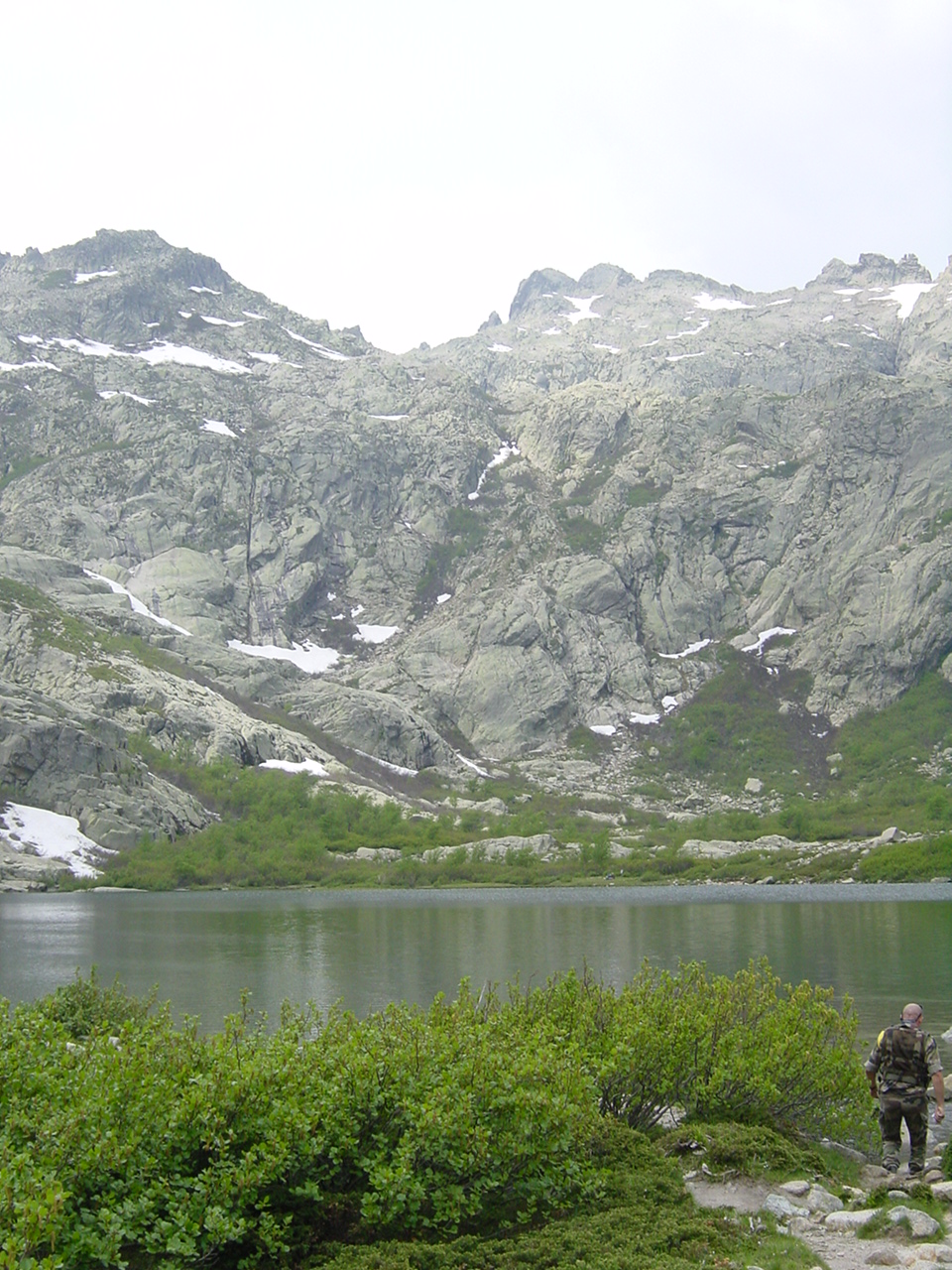
Vue du lac
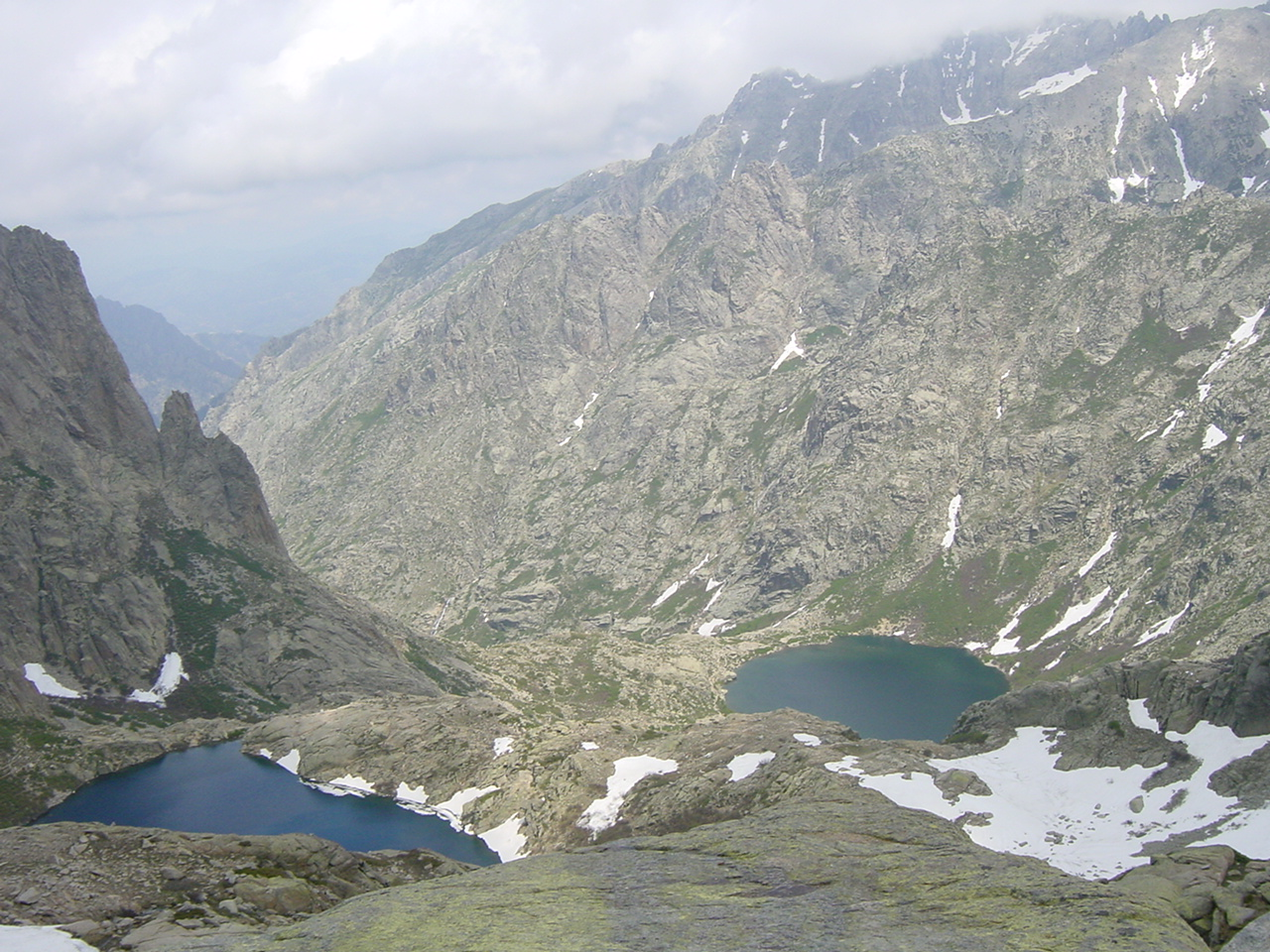
Les deux lacs

## Biologie
Une nouvelle espèce bactérienne, Polynucleobacter meluiroseus, a été découverte dans le lac, et a été nommée d'après le lac.